# Appias ada
Appias ada là một loài bướm ngày thuộc họ Pieridae. Nó được tìm thấy ở Quần đảo Maluku, New Guinea and in Úc và quần đảo Solomon.
Sải cánh dài khoảng 50 mm.
Ấu trùng ăn chồi non của Crateva religiosa.

## Phụ loài
- Appias ada ada
- Appias ada thasia (Papua)
- Appias ada caria (north-eastern Australia)
- Appias ada solstitialis

## Hình ảnh

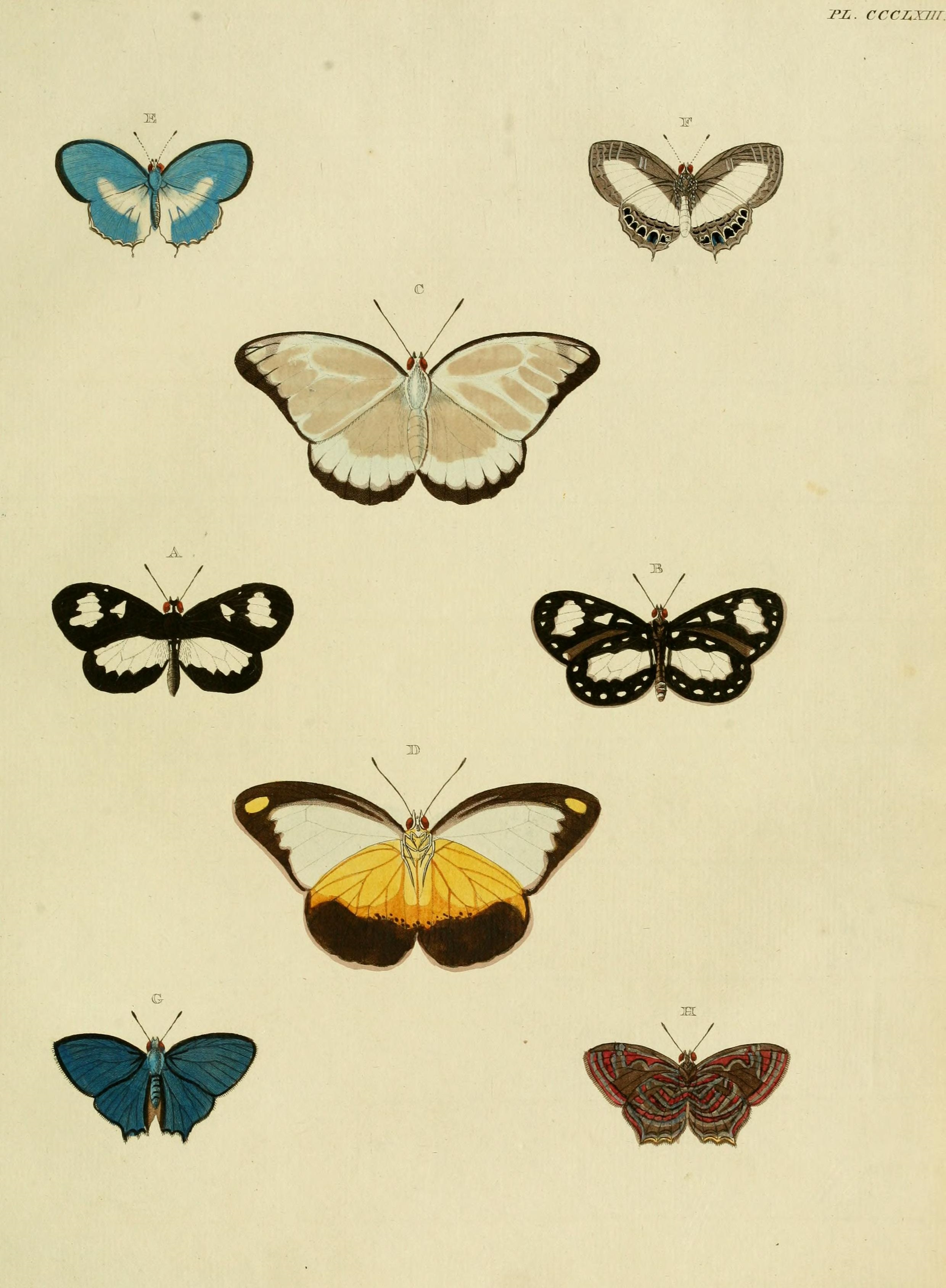
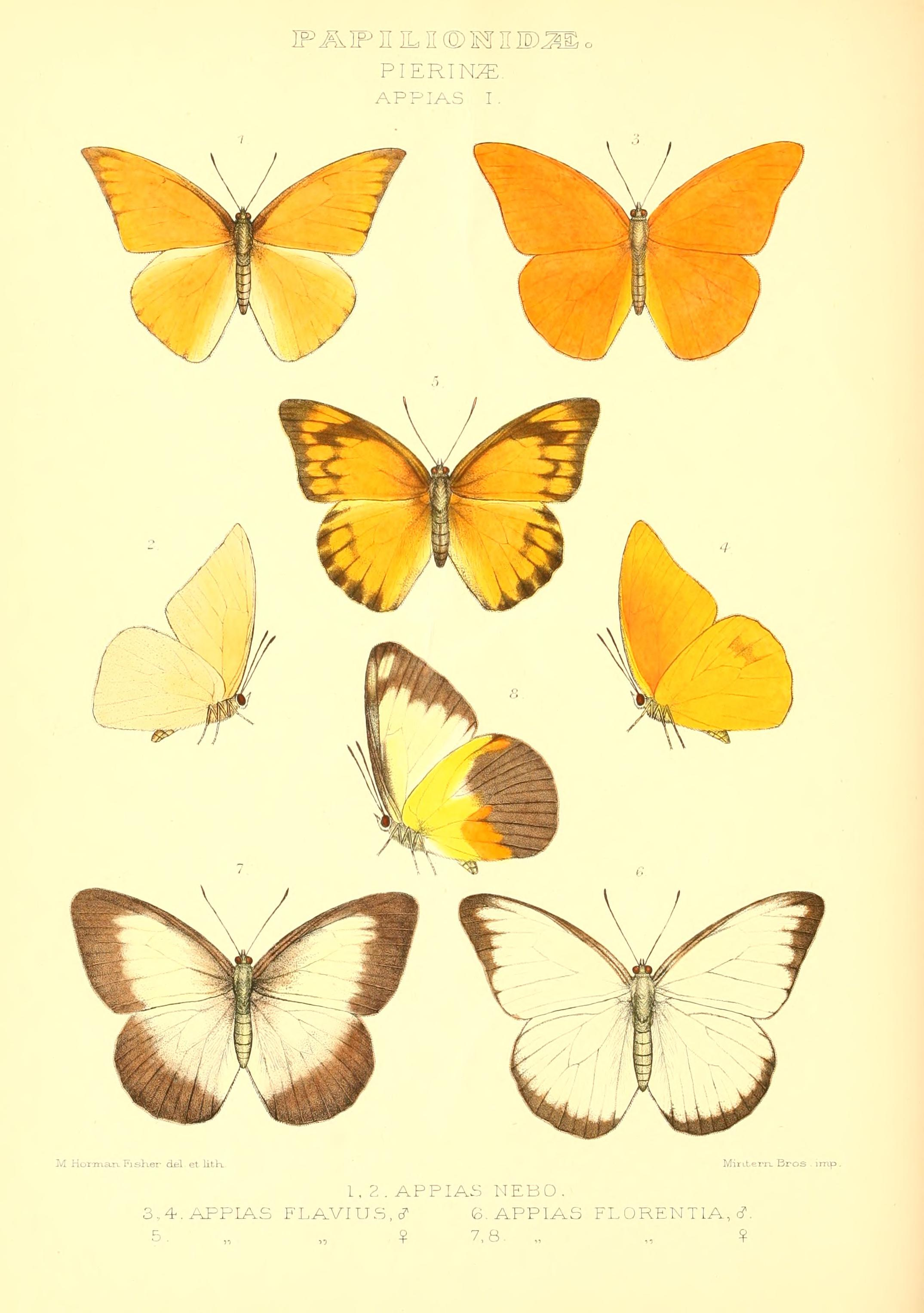
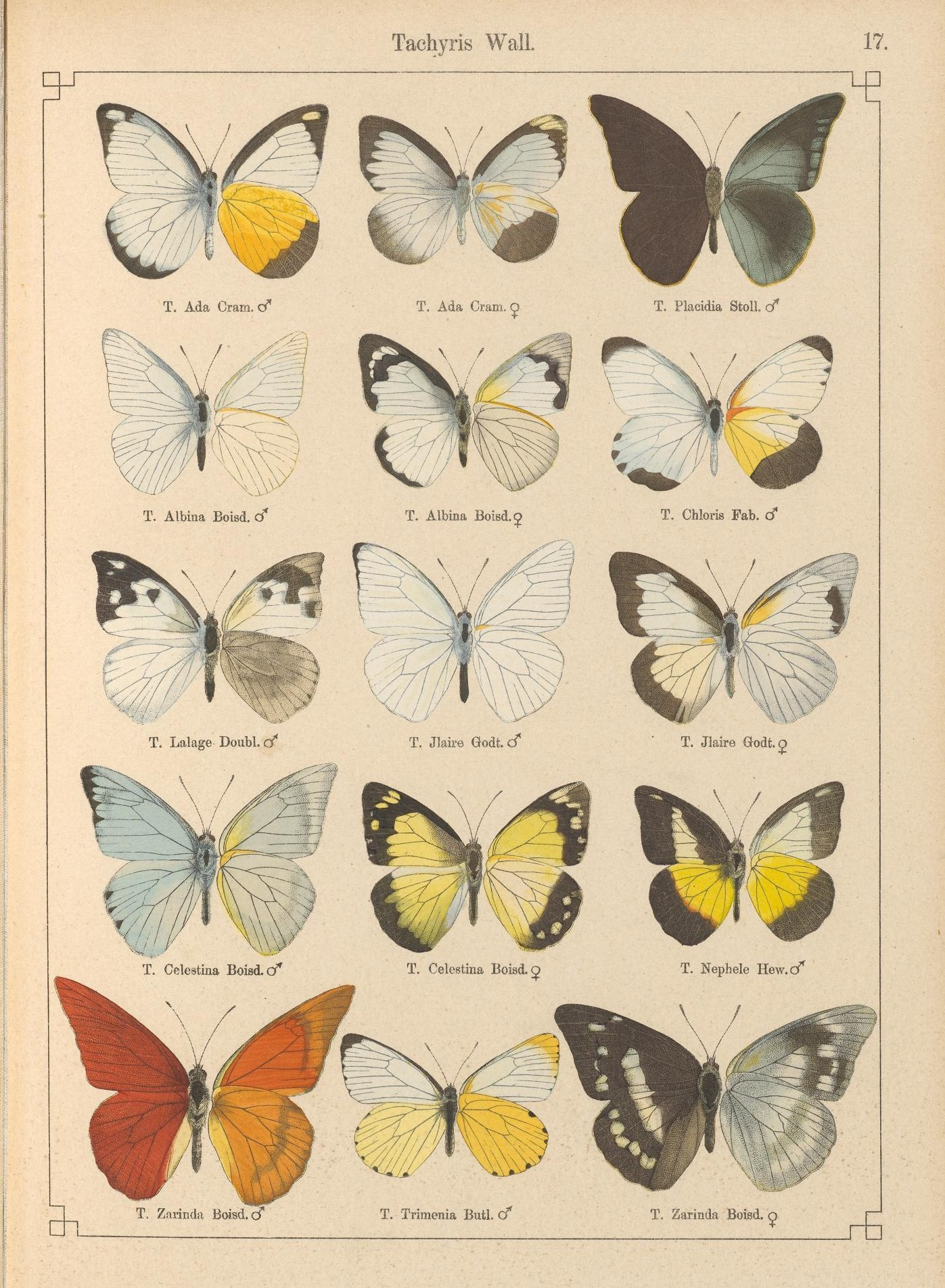